# Козловский, Владимир Иванович
Влади́мир Ивано́вич Козло́вский (1867, Киев — 1930, Киев) — русский живописец, импрессионист московской и киевской школ, иллюстратор.

## Биография
Учился в Московском училище живописи, ваяния и зодчества. Большое влияние на него оказал Алексей Кондратьевич Саврасов, руководивший пейзажной мастерской училища, а также сменивший его на этом посту Василий Дмитриевич Поленов. В 1886 году, после восьми лет обучения, Владимир Козловский окончил училище в звании неклассного художника.
Вернувшись домой в Киев, Козловский был принят в члены Киевского общества поощрения художеств (1890—1896) и стал одним из основателей так называемых «Весенних выставок» в Киеве, которые проводились с 1892 года. На конкурсах Киевского общества поощрения художников Владимир получил третью премию за картину «Тихая обитель» (1892), вторую премию за полотно «В родных краях» (1893) и, наконец, первую премию — за картину «Полдень» (1894). 
В этом же 1894 году картина «Сосновый бор» Козловского получила признание на V Выставке Товарищества южнорусских художников (ТЮРХ) в Москве. В своей работе художник соединил уроки лирических пейзажей Саврасова и Поленова с жанровыми линиями Перова и Прянишникова, наполняя украинскую природу сценками из народной жизни. 
Произведения Козловского экспонировались в Москве, Санкт-Петербурге, Киеве, Одессе, Харькове, Житомире, Кисловодске, Екатеринодаре. Жители этих городов имели возможность познакомиться с его картинами «Октябрьские сумерки», «В город», «Над обрывом», «Семья» в 1914 году и «Олеся», «По Киево-Житомирскому шоссе», «Мальвы», «В брод», «Тяга» — в 1915-м. 
В 1915 году Владимир Козловский стал одним из основателей Общества художников-киевлян (1914—1919), а также секретарем и членом правления этого общества. В качестве секретаря ОХК, Козловский вёл переписку с множеством музеев и галерей страны, лично способствуя привлечению многих талантливых киевских художников к выставкам. Несколько произведений художника, в том числе картины «Зима», «Рыбаки», «Полдень», «Дорога на Житомир», «У реки» были изданы в виде открыток Киевскими издательствами «Рассвет» и «День», ознакомившие с работами Козловского вся страну. В этом же году, в Праге был издан альбом репродукций картин известных киевских художников, включающий в себя работы И. С. Ижакевича, Н. Г. Бурачека, Е. К. Вржеща, В. М. Галимского, Л. В. Брюммера, О. С. Романова, В. М. Фельдмана, В. И. Козловского и Т. В. Попельского. 
На юбилейной выставке, организованной в Киеве в 1916 году, экспонировались «Софийская площадь», «Утро на хуторе», «Зимний вечер», «Дворник», «Любители», «Олеся», «Мальвы», и другие произведения Владимира Козловского. В 1918 году принял участие в благотворительной выставке в пользу студентов в мае 1918 года в Киеве, в актовом зале университета. На выставке были представлены произведения традиционных и 19 новых художников, писавших в революционном жанре авангарда. 
Умер в 1930 году, был похоронен на Старом Байковом кладбище города Киева.

## Некоторые работы
- Полдень. 1894.
- Зима.
- Весна.
- Житомирский тракт. 1912.
- Пруд.
- Птичий дворик. 1915.
- Рыбаки.
- Крестный ход.
- В брод. 1914
- После грозы.
- Цветочница
- Детские иллюстрации. 1930.